# Ognuno nel suo umore

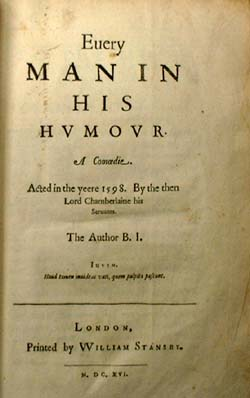
Frontespizio della stampa del 1616

Ognuno nel suo umore (Every Man in His Humour in inglese) è un'opera teatrale del 1598 del drammaturgo inglese Ben Jonson. L'opera appartiene al sottogenere della "commedia", in cui ogni personaggio principale è dominato da un umorismo o un'ossessione preponderanti.

## Personaggi
- Kno’well, un vecchio gentleman
- Edward Kno’well, il figlio del gentleman
- Brainworm, il servo del gentleman
- Master Stephen, un gull di campagna
- George Downright, uno scudiero
- Wellbred, il fratellastro
- Justice Clement, un vecchio magistrato
- Roger Formal, il suo impiegato
- Thomas Kitely, un mercante
- Dame Kitely, sua moglie
- Mistress Bridget, sua sorella
- Master Matthew, il gull di città
- Thomas Cash, il maggiordomo di Kitely
- Oliver Cob, un portatore d'acqua
- Tib, sua moglie
- Captain Bobadill, un uomo di Paul